# Carl Engdahl
Carl Gustaf Teodor Engdahl Olson, född 17 april 1864 i Stockholm, död där 20 september 1939, var en svensk skådespelare och regissör.

## Filmografi
Regi
- 1910 – Värmlänningarne
- 1910 – Fänrik Ståls sägner
- 1910 – Bröllopet på Ulfåsa I

Roller
- 1910 – Värmlänningarne
- 1910 – Fänrik Ståls sägner
- 1910 – Bröllopet på Ulfåsa I
- 1926 – Mordbrännerskan
- 1928 – Gustaf Wasa del I
- 1928 – Gustaf Wasa del II

## Teater

### Roller (ej komplett)
| År   | Roll               | Produktion                                                            | Regi             | Teater                     |
| ---- | ------------------ | --------------------------------------------------------------------- | ---------------- | -------------------------- |
| 1886 |                    | Paradiset Leon Treptow och Louis Herrmann                             |                  | Vasateatern                |
| 1889 | En asiatisk furste | Till Paris Frans Hodell                                               |                  | Vasateatern                |
| 1918 |                    | Filmkungen, eller Klockan 8 börjar revolutionen, revy Emil Norlander  | Axel Hultman     | Kristallsalongen           |
| 1919 | En borgare         | Romeo och Julia (The Tragedy of Romeo and Juliet) William Shakespeare | Gunnar Klintberg | Svenska teatern, Stockholm |